# 규다이 본선
규다이 본선(일본어: 久大本線)은 일본 후쿠오카현 구루메시의 구루메역으로부터 오이타현 오이타시에 위치한 오이타역에 이르는 총 연장 141.5km 길이의 규슈 여객철도의 철도 노선이다. 유후 고원선의 애칭이 붙여져 있다.
구루메 측은 지쿠고강과 그 지류의 구스강을 따라서, 오이타 옆은 오이타강을 따라서 규슈를 횡단하고 있다. 연선에는 오이타현의 작은 교토라고 하는 히타나 온천지의 유후인 등의 관광지를 앞에 두고 있다.

## 노선 정보
- 관할 (사업종별): 규슈 여객철도 (제1종 철도사업자)
- 노선 거리 (영업 거리): 141.5 km
- 궤간: 1067 mm
- 역수: 37 (기. 종점 포함)
  - 규다이 본선 소속역으로 한정했을 경우, 기.종점역(구루메역은 가고시마 본선, 오이타역은 닛포 본선의 소속)이 제외되어 35개 역이 된다.
- 복선 구간: 없음 (전 구간 단선)
- 전선화 구간: 없음 (전 구간 비 전선화)
- 폐색 방식: 특수자동폐색식
- 최고 속도: 95 km/h

구루메 역 - 분고미요시역 구간이 북부 큐슈 지역 본사, 분고나카가와역 - 오이타역 구간이 오이타 지사의 관할이다. 지사경계는 고가세 터널의 분고미요시 방면 출입구로부터 약 0.5 km앞에 있다.

## 운행 형태

### 우등 열차
우등 열차로서 전구간에서 하카타역 - 유후인역 · 오이타 역 구간의 특급 「유후」 「유후인의 숲」이 운행되고 있다.

### 지역 운송
보통 열차도 전 구간을 통해 운행되는 열차가 있지만, 대개 히타 역 · 유후인 역에서 운행 계통이 나뉘고 있다.

#### 구루메 역 - 히타 역 구간
보통 열차는 기본적으로 구루메역 발착이지만, 아침의 1대만 가고시마 본선의 도스역 발의 열차가 설정되어 있다. 다만, 구루메역에 차량 유치 스페이스가 없기 때문에 도스 역까지 회송되어 유치되어 재차 회송되어 구루메 역으로부터 영업 운전에 들어가는 열차도 있다. 구루메 역 - 젠도지역 · 지쿠고요시이역 · 우키하역 구간, 지쿠고요시이 역 → 히타 역 구간(평일 만)의 구간 운전 열차도 설정되어 있어 1시간당 구루메 역 - 히타 역 구간 직통이 1대, 구루메 역 - 지쿠고요시이 역· 우키하 역 구간은 구간 운전이 들어가 2대가 되는 시간대가 있다. 요아케역 - 히타 역 구간은 히타히코산 선의 열차도 노선 연장하고 있어 그 중의 하행선 열차는 오이타 역까지 직통하는 열차도 있다.

#### 히타 역 - 유후인 역 구간
크게 나누면 히타역(이서 포함한다) - 분고모리역 구간의 열차와 히타 역(이서 포함한다) - 유후인역(이동 포함한다) 구간의 열차가 많지만, 분고모리 역 - 유후인 역(이동 포함한다) 구간의 열차도 있다. 전선 직통열차나 히타 역 - 오이타 역 구간의 열차 등 구루메 방면이나 오이타 방면의 구간과 직통하는 열차도 설정되어 있지만, 이 구간의 댓수는 적고 4 - 5시간 정도 운행되지 않는 시간대가 있다. 또, 히타 역 - 아마가세역 구간의 구간 열차도 설정되어 있었지만, 2008년 3월 15일의 다이어 개정으로 폐지되고 있다.

#### 유후인 역 - 오이타 역 구간
이 구간은 오이타 근교에서 개수도 비교적 많다. 하루는 1시간당 유후인 역 - 오이타 역 구간 직통이 1대 운행되고 있다. 아침과 저녁에는 쇼나이 역 · 무카이노하루역 · 분고코쿠부 역 - 오이타 역 구간의 구간 운행이 있어, 2대가 되는 시간대가 있다. 분고모리 역 · 히타 역 - 오이타 역 구간을 직통하는 열차도 운행되고 있다.
단독 운행의 경우는 무카이노하루 역 - 오이타 역 사이에 한정해, 플랫폼 측 모든 문이 열리므로 차내 정산은 실시하지 않는다.

## 사용 차량
- 기동차
  - 키하 185계 - 특급 유후용
  - 키하 71계 - 특급 유후인노모리용
  - 키하 72계 - 특급 유후인노모리용
  - 키하 40형 · 키하 140형 · 키하 47형 · 키하 147형: 요아케 이서 구간으로 사용
  - 키하125형
  - 키하200형
  - 키하220형

### 과거 사용 차량
- 기동차
  - 키하58계 · 키하 65형: 특급 · 보통 열차로 사용됨.
  - 키하66 · 67형 - 히타히코산 선 직통 열차
  - 키하31형
  - 키하183계 - 특급 유후DX용

- 객차
  - 50계
  - 12계

## 역사
오이타 역 - 아마가세 역 구간은 오유 선(다이도 선)으로서 개통했다. 이 중 오이타 역 - 오노야 역 구간은 사철의 오유 철도로서 개업하고 있다. 오유 철도가 계획하고 있던 유노히라역까지 연신된 것은, 국유화 후의 1923년이었다. 이후 차례차례 연신되어 1933년에 아마가세 역까지 개업했다.
구루메 역 - 아마가세 역 구간은 규다이 선으로서 개업했다. 최초로 개업한 것은 구루메 역 - 지쿠고요시이 역 구간에서 1928년에 개업했다. 그것까지 구루메역 - 도다 역(히타정) 구간에 사철의 지쿠고 궤도가 달리고 있었지만, 규다이 선과 경합 하기 위해 보상을 받아 1929년에 폐지되었다. 히타 역까지 개업한 것은 1934년으로, 동년 중에 마지막 구간인 히타 역 - 아마가세 역 구간이 개업해 구루메 역 - 오이타 역까지 전 구간이 개통했다.

### 연혁

#### 오유 선 (오이타 역 - 아마가세 역 구간)
- 1915년 10월 30일: 오유 철도가 오이타 시 역 - 오노야 역 구간 개통. 오이타 시 역 · 후루고 정류장 · 에이코 정류장 · 가쿠 역 · 히라요코세 정류장 · 무카이노하루 역 · 오니가세 정류장 · 이치기 정류장 · 오노야 역 개업.
- 1918년 2월 1일: 모리노키 정류장 개업.
- 1922년 12월 1일: 오유 철도가 매수, 국유화되어, 오이타 역 - 오노야 역 구간을 규다이 오유 선으로 한다. 오이타 시 역은 오이타 역에 합병되어 폐지, 후루고 정류장 · 모리노키 정류장 · 히라요코세 정류장 · 오니가세 정류장 · 이치기 정류장 폐지. 에이코 정류장이 역으로 변경하여 개업.
- 1923년 9월 29일: 오노야 역 - 유노히라 역 구간 연신 개통. 덴진야마 역 · 쇼나이 역 · 유노히라 역 개업.
- 1925년
  - 2월 3일: 오니가세 역 개업.
  - 7월 29일: 유노히라 역 - 기타유후 역 구간 연신 개통. 미나미유후 역 · 기타유후 역 개업.
  - 12월 1일: 에이코 역을 미나미오이타 역으로 명칭 변경.
- 1926년 11월 26일: 기타유후 역 - 노야 역 구간 연신 개통. 노야 역 개업.
- 1928년 10월 28일: 노야 역 - 분고나카무라 역 구간 연신 개통. 분고나카무라 역 개업.
- 1929년 10월 15일: 분고나카무라 역 - 분고모리 역 구간 연신 개통. 히키지 역 · 에치 역 · 분고모리 역 개업.
- 1930년 4월 6일: 오니가세 역 - 오노야 역 구간에서, 후진 견인(보일러 측을 객차로 향해서 견인)을 실시한 기관차의 보일러가 파열. 연실문으로부터 대량의 고열 증기가 객차 내에 불어와, 23명이 사망하는 사고(규다이 선 기관차 보일러 파손 사고)가 발생.
- 1932년 9월 16일: 분고모리 역 - 기타야마다 역 구간 연신 개통. 기타야마다 역 개업.
- 1933년 9월 29일: 기타야마다 역 - 아마가세 역 구간 연신 개통함에 따라, 아마가세 역 개업.
- 1934년 11월 15일: 규다이 선에 편입.

#### 규다이 선
- 1928년 12월 24일: 구루메 역 - 지쿠고요시이 역 구간이 개업함에 따라, 규다이 선으로 한다. 미나미구루메 역 · 미이 역 · 젠도지 역 · 지쿠고구사노 역 · 다누시마루 역 · 지쿠고요시이 역 개업.
- 1931년 7월 11일: 지쿠고요시이 역 - 지쿠고오이시 역 구간 연신 개통. 지쿠고센조쿠 역 · 지쿠고오이시 역 개업.
- 1932년 3월 12일: 지쿠고오이시 역 - 요아케 역 구간 연신 개통. 요아케 역 개업.
- 1934년
  - 3월 3일: 요아케 역 - 히타 역 구간 연신 개통. 히타 역 개업.
  - 6월 25일: 데루오카 역 개업.
  - 11월 15일: 히타 역 - 아마가세 역 구간 연신 개통. 분고미요시 역 · 분고나카가와 역 개업. 오유 선의 오이타 역 - 아마가세 역 구간을 편입.
- 1937년 6월 27일: 미야하라 선 개업에 의해 규다이 선을 규다이 본선으로 한다.
- 1950년 1월 1일: 기타유후 역을 유후인 역으로 명칭 변경.
- 1957년 3월 15일: 스기카와치 역 개업.
- 1984년
  - 1월 20일: 아마가세 역 - 오이타 역 구간에 열차 집중 제어 장치 (CTC)도입.
  - 2월 15일: 구루메 역 - 아마가세 역 구간에 CTC 도입.
- 1987년 4월 1일: 전 구간 화물영업 폐지. 국철 민영화 분리에 의해 규슈 여객철도가 승계.
- 1988년 3월 13일: 후루고 역 개업.
- 1989년 3월 11일: 분고고쿠부 역 개업.
- 1990년 5월 1일: 지쿠고센조쿠 역을 우키하 역으로 명칭 변경.
- 2000년 3월 11일: 구루메 대학 앞 역 개업.
- 2009년 3월 14일: 구루메 고교 앞 역 개업.

## 역 목록
| 역명               | 일어 역명    | 역간 거리 | 영업 거리 | 선로 | 접속 노선                  | 소재지     | 소재지                             | 소재지   |
| ------------------ | ------------ | --------- | --------- | ---- | -------------------------- | ---------- | ---------------------------------- | -------- |
| 구루메             | 久留米       | -         | 0.0       | ∨    | 규슈 신칸센, 가고시마 본선 | 후쿠오카현 | 구루메시                           | 구루메시 |
| 구루메코코마에     | 久留米高校前 | 3.4       | 3.4       | ｜   |                            | 후쿠오카현 | 구루메시                           | 구루메시 |
| 미나미쿠루메       | 南久留米     | 1.5       | 4.9       | ◇    |                            | 후쿠오카현 | 구루메시                           | 구루메시 |
| 구루메다이가쿠마에 | 久留米大学前 | 1.9       | 6.8       | ｜   |                            | 후쿠오카현 | 구루메시                           | 구루메시 |
| 미이               | 御井         | 1.2       | 8.0       | ◇    |                            | 후쿠오카현 | 구루메시                           | 구루메시 |
| 젠도지             | 善導寺       | 4.6       | 12.6      | ◇    |                            | 후쿠오카현 | 구루메시                           | 구루메시 |
| 지쿠고쿠사노       | 筑後草野     | 3.1       | 15.7      | ◇    |                            | 후쿠오카현 | 구루메시                           | 구루메시 |
| 다누시마루         | 田主丸       | 5.1       | 20.8      | ◇    |                            | 후쿠오카현 | 구루메시                           | 구루메시 |
| 지쿠고요시이       | 筑後吉井     | 5.6       | 26.4      | ◇    | 우키하시                   | 우키하시   |                                    |          |
| 우키하             | うきは       | 3.6       | 30.0      | ◇    | 우키하시                   | 우키하시   |                                    |          |
| 지쿠고오이시       | 筑後大石     | 3.0       | 33.0      | ｜   | 우키하시                   | 우키하시   |                                    |          |
| 요아케             | 夜明         | 6.1       | 39.1      | ◇    | 히타히코산 선              | 오이타현   | 히타시                             | 히타시   |
| 데루오카           | 光岡         | 6.1       | 45.2      | ◇    |                            | 오이타현   | 히타시                             | 히타시   |
| 히타               | 日田         | 2.4       | 47.6      | ◇    |                            | 오이타현   | 히타시                             | 히타시   |
| 분고미요시         | 豊後三芳     | 1.8       | 49.4      | ｜   |                            | 오이타현   | 히타시                             | 히타시   |
| 분고나카가와       | 豊後中川     | 5.9       | 55.3      | ｜   |                            | 오이타현   | 히타시                             | 히타시   |
| 아마가세           | 天ヶ瀬       | 4.2       | 59.5      | ◇    |                            | 오이타현   | 히타시                             | 히타시   |
| 스기카와치         | 杉河内       | 4.1       | 63.6      | ｜   |                            | 오이타현   | 히타시                             | 히타시   |
| 기타야마다         | 北山田       | 4.2       | 67.8      | ◇    | 구스군                     | 오이타현   | 구스정                             |          |
| 분고모리           | 豊後森       | 5.4       | 73.2      | ◇    | 구스군                     | 오이타현   | 구스정                             |          |
| 에라               | 恵良         | 4.1       | 77.3      | ◇    | 구스군                     | 오이타현   | 고코노에정                         |          |
| 히키지             | 引治         | 3.4       | 80.7      | ｜   | 구스군                     | 오이타현   | 고코노에정                         |          |
| 분고나카무라       | 豊後中村     | 2.4       | 83.1      | ◇    | 구스군                     | 오이타현   | 고코노에정                         |          |
| 노야               | 野矢         | 5.1       | 88.2      | ◇    | 구스군                     | 오이타현   | 고코노에정                         |          |
| 유후인             | 由布院       | 10.9      | 99.1      | ◇    | 유후시                     | 유후시     |                                    |          |
| 미나미유후         | 南由布       | 3.4       | 102.5     | ◇    | 유후시                     | 유후시     |                                    |          |
| 유노히라           | 湯平         | 7.1       | 109.6     | ◇    | 유후시                     | 유후시     |                                    |          |
| 쇼나이             | 庄内         | 4.9       | 114.5     | ◇    | 유후시                     | 유후시     |                                    |          |
| 덴진야마           | 天神山       | 3.6       | 118.1     | ｜   | 유후시                     | 유후시     |                                    |          |
| 오노야             | 小野屋       | 1.5       | 119.6     | ◇    | 유후시                     | 유후시     |                                    |          |
| 오니가세           | 鬼瀬         | 5.0       | 124.6     | ｜   | 유후시                     | 유후시     |                                    |          |
| 무카이노하루       | 向之原       | 3.1       | 127.7     | ◇    | 유후시                     | 유후시     |                                    |          |
| 분고코쿠부         | 豊後国分     | 4.0       | 131.7     | ◇    | 오이타시                   | 오이타시   |                                    |          |
| 가쿠               | 賀来         | 2.2       | 133.9     | ｜   | 오이타시                   | 오이타시   |                                    |          |
| 미나미오이타       | 南大分       | 2.7       | 136.6     | ◇    | 오이타시                   | 오이타시   |                                    |          |
| 후루고             | 古国府       | 2.3       | 138.9     | ｜   | 오이타시                   | 오이타시   |                                    |          |
| 오이타             | 大分         | 2.6       | 141.5     | ∧    | 오이타시                   | 오이타시   | 닛포 본선, 호히 본선 (아소코겐 선) |          |

### 폐지된 구. 정류장
- 이치기 신호장: 오노야 역 - 오니가세 역
- 오니가세 신호장: 오노야 역 - 오니가세 역
- 히라요코세 신호장: 무카이노하루 역 - 분고코쿠부 역
- 모리노키 신호장: 분고코쿠부 역 - 가쿠 역
- 미나미고쿠부 신호장: 미나미오이타 역 - 후루고 역

### 과거 접속 노선
- 구루메 역
  - 서일본 철도 니시테쓰 가미구루메 선: 1948년 7월 5일 운휴, 1951년 12월 25일 폐지.
  - 지쿠호 궤도: 1929년 3월 26일 폐지.
- 에라 역: 미야하라 선 - 1984년 12월 1일 폐지.
- 오이타 역: 오이타 교통 베쓰다이 선: 1972년 4월 5일 폐지.